# Karl Friedrich von Beyme
Karl Friedrich von Beyme (ur. 10 lipca 1765, zm. 10 grudnia 1838) – pruski polityk i prawnik. Szef ministrów w okresie napoleońskim.